# 五十嵐威暢
五十嵐 威暢（いがらし たけのぶ、1944年3月4日 - 2025年2月12日）は、日本の彫刻家、デザイナー。多摩美術大学名誉教授。
北海道滝川市生まれ。中学入学時に上京。グラフィック・プロダクトデザイナーとして活動後、1994年以降は本拠をロサンゼルスへ移し彫刻制作に専念、その後2004年6月に帰国した。代表作はニューヨーク近代美術館をはじめ、世界30カ所以上の公立美術館に永久保存され、個人作品集は現在までに、日本、中国、韓国、ドイツ、スイス、英国、米国で出版されている。
おじは建築家の五十嵐正。元新十津川町応援大使。

## 略歴
- 1944年 北海道滝川市に生まれる[3]
- 1968年 多摩美術大学 デザイン科卒業[1]
- 1969年 カリフォルニア大学ロサンゼルス校大学院修士課程修了
- 1975年 カリフォルニア大学ロサンゼルス校専任講師（〜1976年）
- 1979年 千葉大学工学部デザイン科非常勤講師（〜1983年）
- 1985年 国際グラフィック連盟（〜現在）、(社)日本グラフィックデザイナー協会理事（〜1996年）
- 1989年 カリフォルニア大学ロサンゼルス校デザイン学部客員教授（〜1991年）
- 1989年 多摩美術大学美術学部二部（現在、造形表現学部）デザイン科教授（〜1993年）
- 1993年 多摩美術大学客員教授（〜2011年）
- 2005年 多摩美術大学評議員
- 2011年 多摩美術大学学長（〜2015年）[4][5]
- 2015年 多摩美術大学名誉教授[5]
- 2025年2月12日午前7時33分、進行性核上性麻痺のため札幌市の病院で死去[6]。80歳没。

## 代表作
- 麻布十番商店街の「KUMO」、サントリーホールの「響」、滝川市一の坂西公園の「にょきにょき」など金属彫刻
- パセオ (札幌市)地下広場の「テルミヌスの森」、赤坂Kタワーの「The mother earth 大地」、大田区総合体育館の「森と海と人の賛歌」などのテラコッタ彫刻
- 東京ミッドタウンの「予感の海へ」、鹿島赤坂別館の「Beyond the Horizon」、北洋大通センターの「sky dancing」、滝川市立病院の「cosmos」などの木彫刻
- アルファベットをモチーフとした彫刻やアクソノメトリックによる立体文字ポスター
- ニューヨーク近代美術館　ショッピングバッグ、カレンダー、グリーティングカード、トランプ
- 株式会社木村硝子店　醤油差しDroplet
- サントリーホール　サイン計画
- 旧明治乳業[1]、王子製紙、株式会社ノーリツ、金沢工業大学、多摩美術大学[1]、飛騨高山美術館、王子製紙株式会社、JRタワー（札幌）、サミットストア[1]、サントリー[1]、旧三井銀行、カルピス[1]食品工業ほか　コーポレートアイデンティティデザイン、コーポレートシンボルデザイン
- EXPO '85 国際科学技術博覧会、サマージャズフェスティバル、株式会社ZEN環境設計、神奈川県芸術祭、ポラロイド（アメリカ）、アイデア誌別冊アメリカ西海岸のグラフィックデザイナー、フランス革命200周年（フランス）ほか　ポスターデザイン
- 日本各地の地場産業の技術を取り入れたYMDの一連のプロダクト

多摩美術大学 校章[4][2][1]
王子製紙ロゴ[2]
カルピス株式会社[1]
明治乳業株式会社[1]
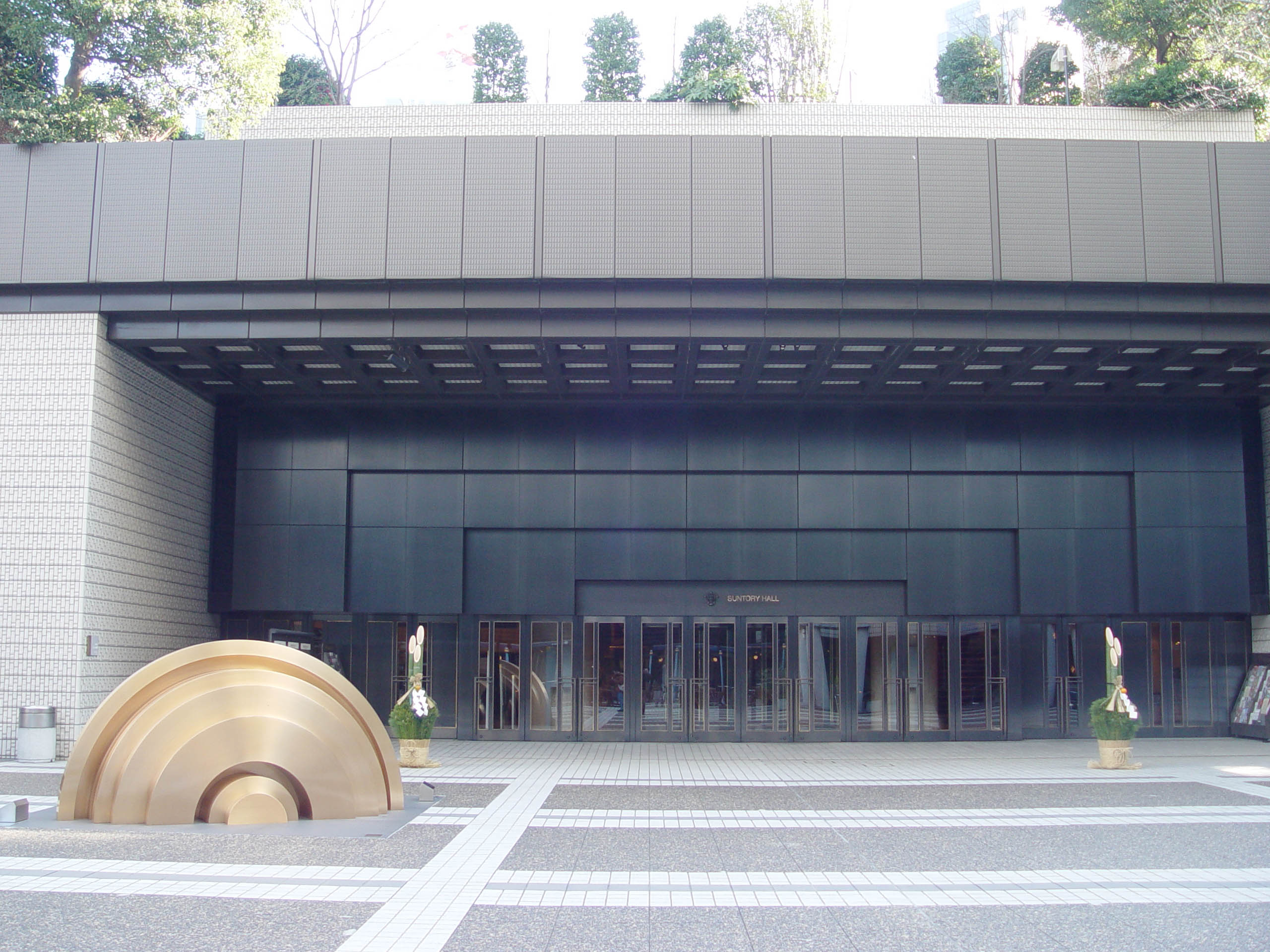
サントリーホール彫刻「響」

## 主な個展
- 1975年 「グラフィック」フジエギャラリー　東京
- 1978年 「グラフィック」プリントギャラリー　アムステルダム
- 1983年 「アルファベット彫刻」ミキモトホール　東京
- 1983年 「アルファベット彫刻」ラインホールド・ブラウンギャラリー　ニューヨーク
- 1987年 「アルファベット彫刻・版画」有楽町朝日ギャラリー　東京
- 1990年 「プロダクト」ギャラリー91／IDCNY　ニューヨーク
- 1993年 「グラフィック、プロダクト」回顧展　ドイツポスター美術館　エッセン
- 1994年 「グラフィック、彫刻」回顧展、オステンド市近代美術館、ベルギー
- 1995年 「グラフィック、プロダクト、彫刻、50のプロジェクト」回顧展　福岡、金沢、東京、札幌を巡回
- 1998年 「グラフィック、プロダクト、彫刻」回顧展、クエバス美術館／メキシコデザインギャラリー　メキシコ
- 2000年 「彫刻」ターナーマーティン・リミテッド・コレクション　パロアルト
- 2000年 「彫刻」ターセラギャラリー　サンフランシスコ
- 2000年 「彫刻」ギャラリーなつか　東京
- 2000年 「彫刻」スペース・ティーアールワイ　東京
- 2001年 「彫刻」ゲンスラーLA　ロサンゼルス
- 2001年 「彫刻」ギャラリーなつか　東京
- 2002年 「彫刻」AZギャラリー　ロサンゼルス
- 2002年 「彫刻」ゲンスラーSF　サンフランシスコ
- 2002年 「彫刻」ギャラリーなつか　東京
- 2005年 「彫刻」ほくせんギャラリー アイボリー　札幌
- 2005年 「グラフィック、プロダクト、彫刻」回顧展　札幌、滝川、東京で開催
- 2007年 「彫刻」スペース・ティーアールワイ　東京
- 2007年 「本の居場所 20のアートボックス展」スペース・ティーアールワイ、東京
- 2007年 「本の居場所 20のアートボックス展」内田洋行「ユーカラ」、札幌
- 2009年 「彫刻マケット」designshop+gallery　東京
- 2011年 「テルミヌス物語と美の匠たち」プラニスホール　札幌
- 2012年 「テラコッタの新しい世界」建築会館　東京
- 2018年 「五十嵐威暢の世界」札幌芸術の森美術館　北海道
- 2019年 「五十嵐威暢展」東京ガーデンテラス紀尾井町　東京
- 2022年 「neige」ギャラリーレタラ　札幌
- 2024年 「POSTERS & PAPER WORKS」void+　東京

## 主な受賞
- 1976年 Honorary Distinction, 6th International Poster Biennale in Warsaw
- 1978年 Honorary Distinction, 7th International Poster Biennale in Warsaw
- 1979年 Bronze Prize, Lahti III Poster Biennale (Lahti, Finland)
- 1980年 Bronze Prize, 9th Biennale of Graphic Design (Brno, Czech Republic)
- 1980年 公共サイン部門最優秀作品賞日本サインデザイン協会（東京）
- 1984年 Bronze Price, International Poster Biennale in Warsaw
- 1985年 Silver Price, International Salon of Jazz Posters (Poland)
- 1985年 外務大臣表彰
- 1986年 第4回CSデザイン賞 金賞・銅賞
- 1988年 第5回CSデザイン賞 銀賞
- 1988年 全国カレンダー展 特別部門賞
- 1989年 第二回勝見勝賞
- 1989年 ロサンゼルスアートディレクターズクラブ最優秀デザイン賞
- 1993年 iFデザイン賞（ハノーバー、ドイツ）
- 1998年 KAJIMA彫刻コンクール 銅賞
- 2005年 第51回毎日デザイン賞特別賞
- 1989年、1990年、1993年、1994年、1995年、2006年 グッドデザイン賞
- 2020年 北海道文化賞
- 2021年 地域文化功労者[7]
- 2024年 CSデザイン賞 準グランプリ

## 書籍
- 「SEVEN 7人のグラフィックデザイナーが、ここで出会った」グラフィック社 1985年
- 「Igarashi Alphabets」ABC Verlag Zurich（スイス） 1987年
- 「デザインのぐう・ちょき・ぱぁー」グラフィック社 1992年
- 「Igarashi Sculptures」朗文堂 1992年
- 「YMD-Ancient Arts,, Contemporary Designs」朗文堂 1993年
- 「The World Master;Takenobu Igarashi」Hei-Long-Jiang Province Fine Arts Publishing House of China 1996年
- 「デザインすること、考えること」朝日出版社 1996年
- 「Takenobu Igarashi」Axel Menges（ドイツ） 1998年
- 「12 Japanese Masters」Graphis（アメリカ） 2002年
- 「五十嵐威暢」河北出版社（中国） 2003年
- 「TAKENOBU IGARASHI 彫刻家・五十嵐威暢の世界（DVD）」UPLINK 2005年
- 「あそぶ、つくる、くらす　デザイナーを辞めて彫刻家になった」ラトルズ 2008年
- 「グラフィックデザイナーの肖像」新潮社 2009年
- 「はじまりは、いつも楽しい」柏艪舎 2018年
- 「Takenobu Igarashi: Design and Fine Art」Graphis（アメリカ）2018年
- 作品集「Takenobu Igarashi A-Z」Thames & Hudson （英国）2020年
- エッセイ「デザインからアートまで 五十嵐威暢の視点と感性」金沢工業大学（非売品）2022年
- 「タイムトンネル・シリーズ VOL.21 五十嵐威暢」再販　ADP 2023年
- 「はじまりの風　五十嵐威暢のことばのいぶき」新島龍彦 2024年